# Kremlin d'Ouglitch

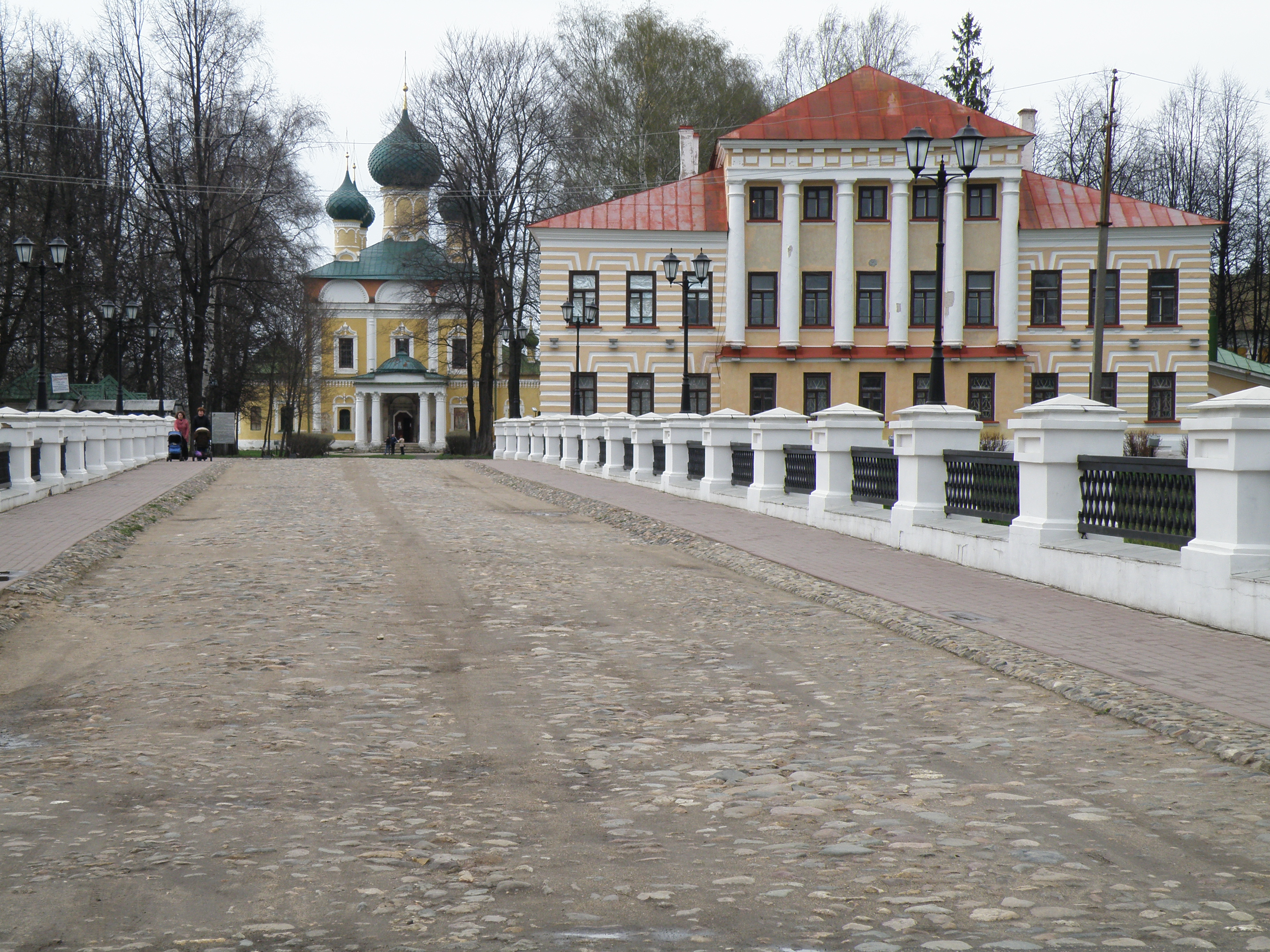
Vue depuis la ville vers la cathédrale de la Transfiguration-du-Sauveur (Ouglitch)

Le kremlin d'Ouglitch est un ensemble architectural historique au centre de la ville d'Ouglitch, qui regroupe plusieurs édifices de l'Anneau d'or de Russie.

## Histoire
La petite ville d'Ouglitch se dresse sur la rive escarpée de la Volga, entre les rivières de Chelkovka et de Kamienne qui se jettent dans la Volga. Ces trois cours d'eau offrent une protection naturelle au Kremlin qui était renforcée par des douves profondes alimentées par le fleuve. Ouglitch est à l'origine une des plus anciennes colonies slaves de la région.
Les premières fortifications dateraient de 947 quand Jan Pléskovitch demanda à Olga de Kiev l'autorisation de construire des remparts. Le Kremlin fut renforcé par des murs de bois et de pierres, qui furent détruits à maintes reprises.
Jusqu'au XIIIe, la ville était rattachée à Rostov et servait de prison aux princes moscovites détrônés.
La ville fut détruite plusieurs fois : par Boris Godounov, puis par les Polonais, en 1609, qui firent d'après les annalistes de l'époque 40 000 victimes.
Ce fut en 1660-1662 que les ponts, les tours et les murs furent détruits pour la dernière fois. Durant cent ans ils continuèrent à disparaître peu à peu du fait de la vétusté et de leur inutilité. Aujourd'hui il ne reste de visible des fortifications que les douves.
De l'époque primitive il subsiste un ensemble de constructions comprenant : un palais princier, l'église Prince-Dimitri-sur-le-Sang-Versé, la cathédrale de la Transfiguration-du-Sauveur, un clocher et le bâtiment de la Douma de la ville.

## Palais princier

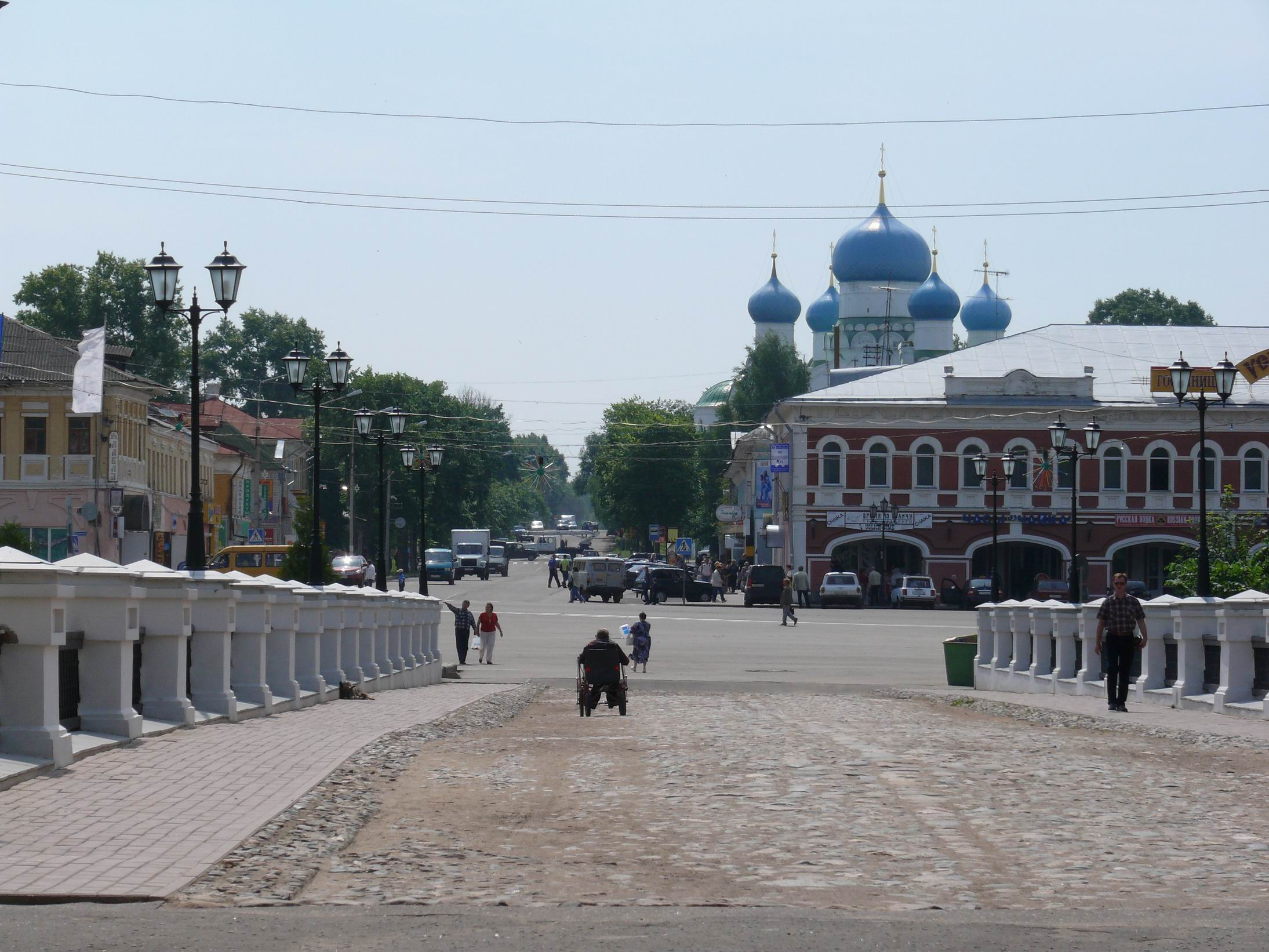
Vue de la place de l'Assomption à Ouglitch

Le palais princier en brique est un des rares édifices du Moyen Âge russe d'architecture civile (il date de 1481) et constitue à ce titre un témoignage précieux. Le palais fut construit à l'époque du prince André Vasilévitch Balchoï, le frère d'Ivan III de Russie, qui fit construire également, dans l'enceinte du kremlin, la cathédrale de la Transfiguration-du-Sauveur. Les parties conservées jusqu'à ce jour représentent les parties principales du palais. Les fouilles archéologiques permettent de croire que les autres parties du palais étaient construites en bois. Le bâtiment est construit en briques. La partie principale du palais est constituée d'une salle voûtée sans colonnes décorée de peintures.
Les murs sont épais, les pièces sont sombres, écrasées sous des voutes basses. 
Le bâtiment comprend deux étages, qui sont reliés par un escalier décoré. La partie supérieure du palais est ornée de maçonneries décoratives.
Le palais fut utilisé après les princes par les gouverneurs-généraux du Tsar. À partir de 1584, il servit de retraite pour l'exil de l'ex-épouse d'Ivan le Terrible, Maria Fiodorovna Nagaïa et de Dimitri Ivanovitch. C'est à Ouglitch qu'en 1591 eut lieu le meurtre, dans des conditions mystérieuses de Dimitri Ivanovitch, âgé de 8 ans, un des héritiers du trône et dernier représentant de la dynastie des Riourikides,.
Après ce meurtre tragique, le palais fut longtemps abandonné et tomba en ruine. En 1802 on le recouvrit d'une charpente en fer et en 1892 des travaux de restaurations furent entrepris. Le porche de style alambiqué est le fruit de l'imagination de l'architecte N. V. Sultanov.

## Église Prince-Dimitri-sur-le-Sang-Versé

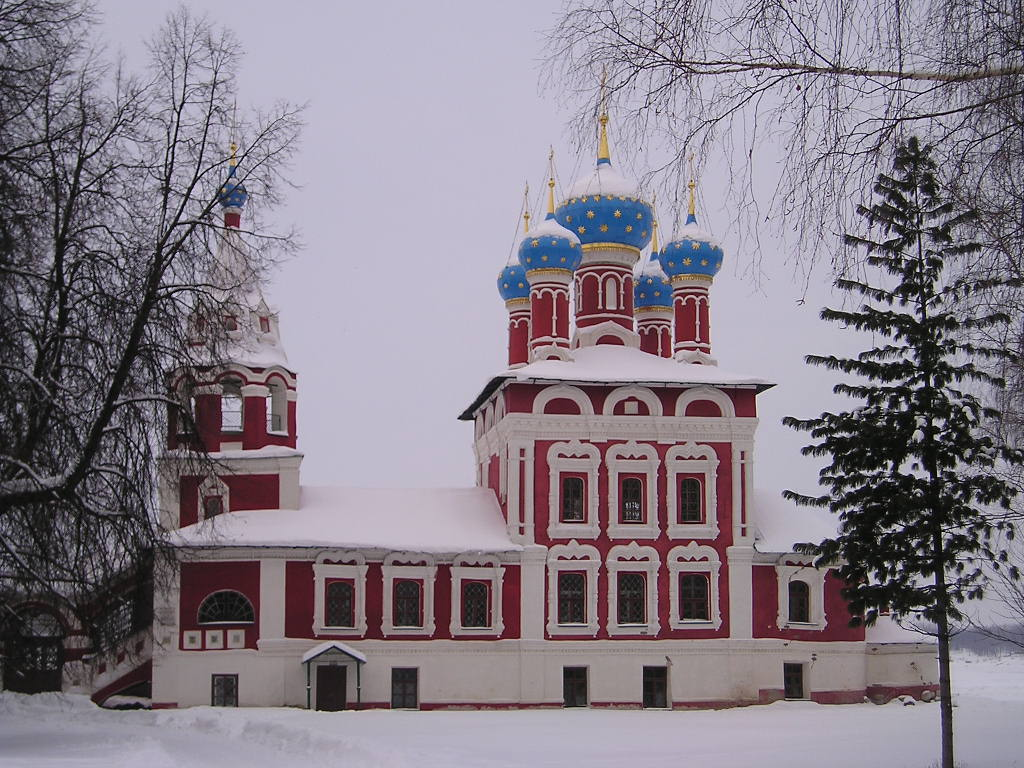
Église Prince-Dimitri-sur-le-Sang-Versé

À l'endroit du meurtre du Tsarévitch Dimitri une chapelle en rondins de bois fut construite au début du XVIIe. Le meurtre tragique du prince avait fait d'Ouglitch un lieu de pèlerinage. En 1630 fut construite une église en bois puis en 1692 une église en pierre. C'est un édifice expiatoire badigeonné symboliquement de rouge. L'édifice est construit dans un coude du fleuve au sud-est du kremlin. Le bâtiment n'est pas très grand et comprend une église, un réfectoire et un parvis. Le clocher se trouve devant l'édifice, surmonté d'un toit en pointe. La décoration est élégante de la fin du XVIIe. Les façades en briques de couleur rouge sont encadrées de bandes blanches décoratives. Le tout est recouvert de corniches et d'un toit à coupoles multiples. La façade sud est bien conservée. Au XIXe fut ajoutée une absidiole qui s'accorde mal avec l'architecture de l'ensemble primitif.
Dans l'église sont conservées des peintures murales de la première moitié du XVIIIe, qui représentent la mort du tsarévitch Dimitri et le massacre des assassins par la foule. Il est possible qu'elles soient l'œuvre du maître moscovite Sapojnikov. La peinture du réfectoire est de Pierre Klebnikov de Borisogleb et date de 1788. Ces peintures représentent des thèmes bibliques. Leurs auteurs ont été fort influencés par la peinture réaliste européenne. La restauration de ces peintures a été réalisée par un atelier spécialisé dans les années 1971-1976 à Iaroslavl.

## Cathédrale de la Transfiguration-du-Sauveur

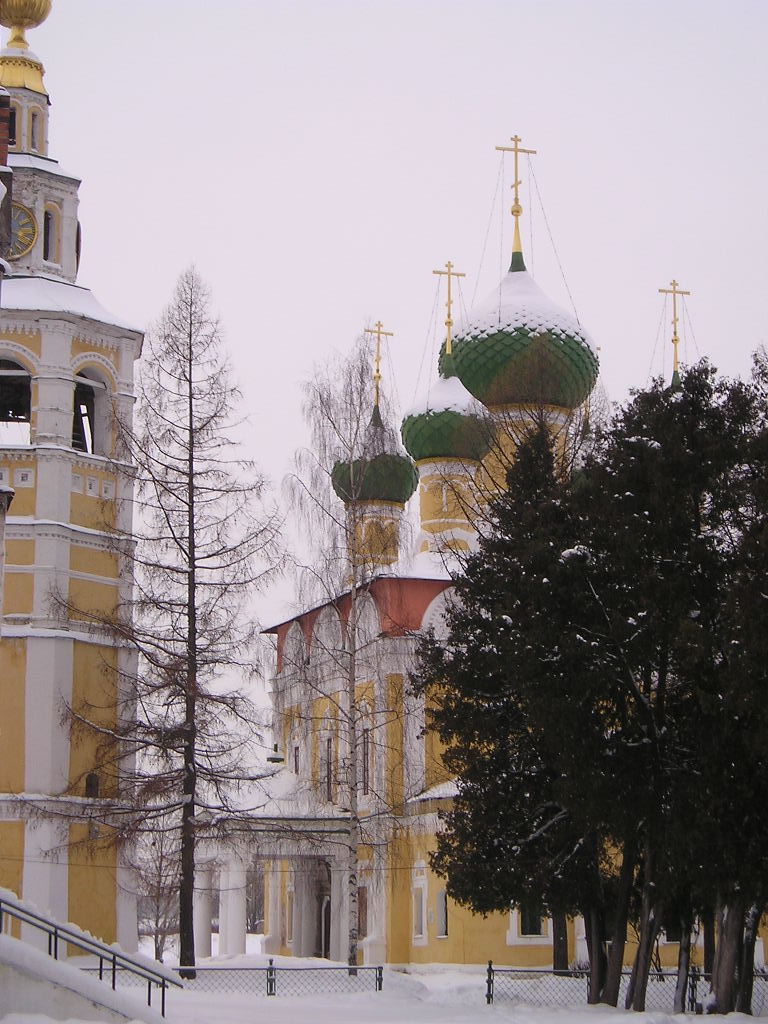
Dans le kremlin : la Cathédrale de la Transfiguration-du-Sauveur

L'édifice dans son état actuel est représentatif de l'architecture de Iaroslavl du XVIIIe.
Il fut construit vers les années 1700 par un artel de maîtres sous la direction de Grégori Fiodorov, à l'emplacement d'une église primitive érigée par le prince André Goria en même temps que la reconstruction du palais du prince. Avec ses cinq coupoles, elle forme un ensemble homogène, sans piliers. L'intérieur donne une impression de majesté, de grandeur du fait de la taille de la coupole. Les murs sont couverts de peintures du XIXe

## Clocher
Le clocher fut construit en 1730 au sud de la cathédrale. Il est imposant et même un peu lourd. La décoration est du style du XVIIe.

## Bâtiment de laDoumade la ville
Le bâtiment situé au sud du kremlin fut construit en 1815. C'est un exemple typique d'édifice public de l'époque classique en Russie.